# Cerastium pusillum
Cerastium pusillum är en nejlikväxtart som beskrevs av Nicolas Charles Seringe. Cerastium pusillum ingår i släktet arvar, och familjen nejlikväxter. Inga underarter finns listade i Catalogue of Life.